# Norman Jukes
Norman Geoffrey Jukes (sinh ngày 14 tháng 10 năm 1932) là một cựu cầu thủ bóng đá người Anh thi đấu ở vị trí hậu vệ biên ở Football League cho York City, và từng đầu quân cho Huddersfield Town mà không có một trận quốc nội nào.